# Keléd
Keléd is een plaats (község) en gemeente in het Hongaarse comitaat Vas. Keléd telt 98 inwoners (2001).